# Stimolazione luminosa intermittente
La stimolazione luminosa intermittente (SLI) è una procedura diagnostica utilizzata in neurologia per slatentizzare (cioè rendere evidente) eventuali attività epilettiche, generalmente eseguita durante la elettroencefalografia (EEG).
La SLI consiste nell'esporre il paziente a stimoli luminosi di diversa frequenza, misurata in Hz. Le frequenze comunemente utilizzate sono: 1 Hz, 3 Hz, 5 Hz, 10 Hz, 12 Hz, 14 Hz, 18 Hz, 21 Hz e 24 Hz.  
Nei pazienti collaboranti, le frequenze intermedie (14, 18 e 21 Hz) vengono somministrate due volte:  
- una prima volta a occhi chiusi;
- una seconda volta chiedendo al paziente di aprire brevemente gli occhi, per poi richiuderli simultaneamente all'avvio dello stimolo luminoso.

Tra una stimolazione e la successiva si lascia un intervallo di pausa di circa 5 secondi; la durata di ciascuna stimolazione è in genere di 10 secondi.